# Benjamin Bonzi
Benjamin Bonzi (ur. 9 czerwca 1996 w Nîmes) – francuski tenisista, reprezentant kraju w Pucharze Davisa.

## Kariera tenisowa
Startując w gronie juniorów, Bonzi zwyciężył w grze podwójnej chłopców podczas French Open 2014, partnerując Quentinowi Halysowi.
Zawodowym tenisistą Bonzi został w 2015.
Bonzi w cyklu ATP Tour wygrał jeden turniej z trzech rozegranych finałów w singlu oraz jeden tytuł z dwóch osiągniętych finałów w deblu.
Od 2022 roku reprezentant Francji w Pucharze Davisa.
W rankingu gry pojedynczej najwyżej był na 42. miejscu (6 lutego 2023), a w klasyfikacji gry podwójnej na 121. pozycji (19 września 2022).

### Finały w turniejach ATP Tour
| Legenda                                      |
| -------------------------------------------- |
| Wielki Szlem                                 |
| Igrzyska olimpijskie                         |
| Tennis Masters Cup / ATP Finals              |
| ATP Masters Series / ATP Tour Masters 1000   |
| ATP International Series Gold / ATP Tour 500 |
| ATP International Series / ATP Tour 250      |

#### Gra pojedyncza (1–2)
| Końcowy wynik | Nr | Data             | Turniej  | Nawierzchnia  | Przeciwnik        | Wynik finału  |
| ------------- | -- | ---------------- | -------- | ------------- | ----------------- | ------------- |
| Finalista     | 1. | 7 stycznia 2023  | Pune     | Twarda        | Tallon Griekspoor | 6:4, 5:7, 3:6 |
| Finalista     | 2. | 26 lutego 2023   | Marsylia | Twarda (hala) | Hubert Hurkacz    | 3:6, 6:7(4)   |
| Zwycięzca     | 1. | 9 listopada 2024 | Metz     | Twarda (hala) | Cameron Norrie    | 7:6(6), 6:4   |

#### Gra podwójna (1–1)
| Końcowy wynik | Nr | Data           | Turniej     | Nawierzchnia  | Partner               | Przeciwnicy                       | Wynik finału |
| ------------- | -- | -------------- | ----------- | ------------- | --------------------- | --------------------------------- | ------------ |
| Finalista     | 1. | 10 lutego 2019 | Montpellier | Twarda (hala) | Antoine Hoang         | Ivan Dodig Édouard Roger-Vasselin | 4:6, 3:6     |
| Zwycięzca     | 1. | 16 lutego 2025 | Marsylia    | Twarda (hala) | Pierre-Hugues Herbert | Sander Gillé Jan Zieliński        | 6:3, 6:4     |

### Finały juniorskich turniejów wielkoszlemowych

#### Gra podwójna (1–0)
| Końcowy wynik | Nr | Data | Turniej            | Nawierzchnia | Partner       | Przeciwnicy                   | Wynik finału |
| ------------- | -- | ---- | ------------------ | ------------ | ------------- | ----------------------------- | ------------ |
| Zwycięzca     | 1. | 2014 | French Open, Paryż | Ceglana      | Quentin Halys | Lucas Miedler Akira Santillan | 6:3, 6:3     |